# Termes romanes de Caldes de Montbui
Les Termes romanes de Caldes de Montbui és una obra de Caldes de Montbui (Vallès Oriental) declarada bé cultural d'interès nacional.

## Descripció
De l'antiga estació balneària de Caldes n'han restat les termes romanes, situades al bell mig de la població actual. Les restes conservades, una piscina i la galeria que l'envolta, són només part d'un conjunt termal que devia ser molt més ampli i que devia tenir una important finalitat medicinal, com ho palesen les inscripcions votives trobades, algunes d'elles de personatges importants de l'antiga Tàrraco.
La piscina, que es trobava al soterrani del balneari de Can Rius, aterrat els anys 1955-56, fou restaurada per la Diputació de Barcelona. La intervenció consistí a refer la volta que cobreix la piscina (només se'n conservava l'arrencada de l'original) i les arcades que conformen la galeria sud. Així mateix, es va dissenyar el conjunt d'arcades adjacents a la plaça, a fi de donar-li un caire monumental.
La piscina és feta amb "opus signinum", és a dir, amb obra de picadís de pedra i terrissa barrejat amb calç. Les mesures són 13'5 x 6'9 m. El fons, al qual s'accedeix per cinc graons arrebossats amb una capa d'argamassa, és recobert amb lloses de terrissa.
De l'ala nord de la galeria es conserva la paret de tancament, així com les quatre arcades que s'obren a la piscina, fetes amb carreus de pedra sorrenca roja, molt deteriorada. La galeria est conserva les dues arcades adjacents a la piscina, així com l'arrencada del mur de tanca, en el qual s'obren dues fornícules amb un banc seguit, que podrien haver servit de vestidor o bé per prendre banys de vapor, en el supòsit que la piscina correspongués efectivament al "caldarium". La galeria sud fou totalment refeta en la restauració esmentada, i la de ponent no es conserva.

## Història
La vila de Caldes fou en època romana una estació balneària, fundada sobre les deus d'aigua calenta que hi brollen, entorn de la qual es desenvolupà un nucli urbà d'importància considerable a l'alt Imperi, com ho demostren les inscripcions recuperades. És tanmateix dubtosa la seva identificació amb l'Aquae Calidae esmentada per Plini i Ptolemeu, que podria tractar-se de Caldes de Malavella.
Es té notícia de la seva creació des del 1750 i fou reedificat el 1770. El 1873 n'era propietari en Salvador Nogués i Dalger, i el 1915 n'Antonia Nogués i Turrull. El 1929 en Salvador Nogués.Té un oratori i capella des del 1799.L'edifici inicialment més petit ha anat creixent absorbint cases veïnes per convertir aquest espai en un magnífic parc. S'ha efectuat una renovació total al 1985/86